# Kostjantyn Rybaltschenko
Kostjantyn Rybaltschenko (ukrainisch Костянтин Рибальченко; * 15. November 1979 in Kiew, Ukrainische SSR) ist ein ehemaliger ukrainischer Squashspieler.

## Karriere
Kostjantyn Rybaltschenko spielte 2009 erstmals auf der PSA World Tour. Seine höchste Platzierung in der Weltrangliste erreichte er mit Rang 182 im März 2011. Mit der ukrainischen Nationalmannschaft nahm er 2007 erstmals an den Europameisterschaften teil und gehörte bis 2018 jedes Jahr zum EM-Kader. Bei der einzigen Teilnahme der Ukraine an Weltmeisterschaften war Rybaltschenko 2011 ebenfalls Teil des Aufgebots. Dabei gewann er gegen Bermuda eine seiner insgesamt sechs Partien und schloss das Turnier mit der Mannschaft auf Platz 29 ab. Er vertrat die Ukraine sechsmal bei den Europameisterschaften im Einzel und stand zwischen 2008 und 2012 im Hauptfeld. Bei allen sechs Turnieren schied er in der ersten Runde aus. 2017 startete er bei den World Games und unterlag in der ersten Runde Yip Tsz-Fung. 2008 und 2009 wurde er ukrainischer Landesmeister.

## Erfolge
- Ukrainischer Meister: 2008, 2009